# Rybij Khvost Gulf
Der Rybij Khvost Gulf  (englisch; russisch Залив Рыбий Хвост Saliw Ryby Chwost, deutsch ‚Fischschwanzbucht‘) ist eine 5,5 km breite und 2,5 km lange Bucht in den Bunger Hills an der Knox-Küste des ostantarktischen Wilkesland. Ihre Einfahrt liegt 11 km südwestlich des westlichen Endes von Fuller Island.
Wissenschaftler einer sowjetischen Antarktisexpedition kartierten und benannten sie 1956. Das Antarctic Names Committee of Australia übertrug diese Benennung 1992 ins Englische.